# Hestia (planetka)
(46) Hestia je planetka nacházející se v hlavním pásu asteroidů. Její průměr činí asi 124 km. Byla objevena 16. srpna 1857 britským astronomem N. R. Pogsonem.